# Vy-lès-Lure
Vy-lès-Lure är en kommun i departementet Haute-Saône i regionen Bourgogne-Franche-Comté i östra Frankrike. Kommunen ligger i kantonen Lure-Sud som tillhör arrondissementet Lure. År 2022 hade Vy-lès-Lure 714 invånare.

## Befolkningsutveckling
Antalet invånare i kommunen Vy-lès-Lure
| Referens: INSEE |